# Gammelholm

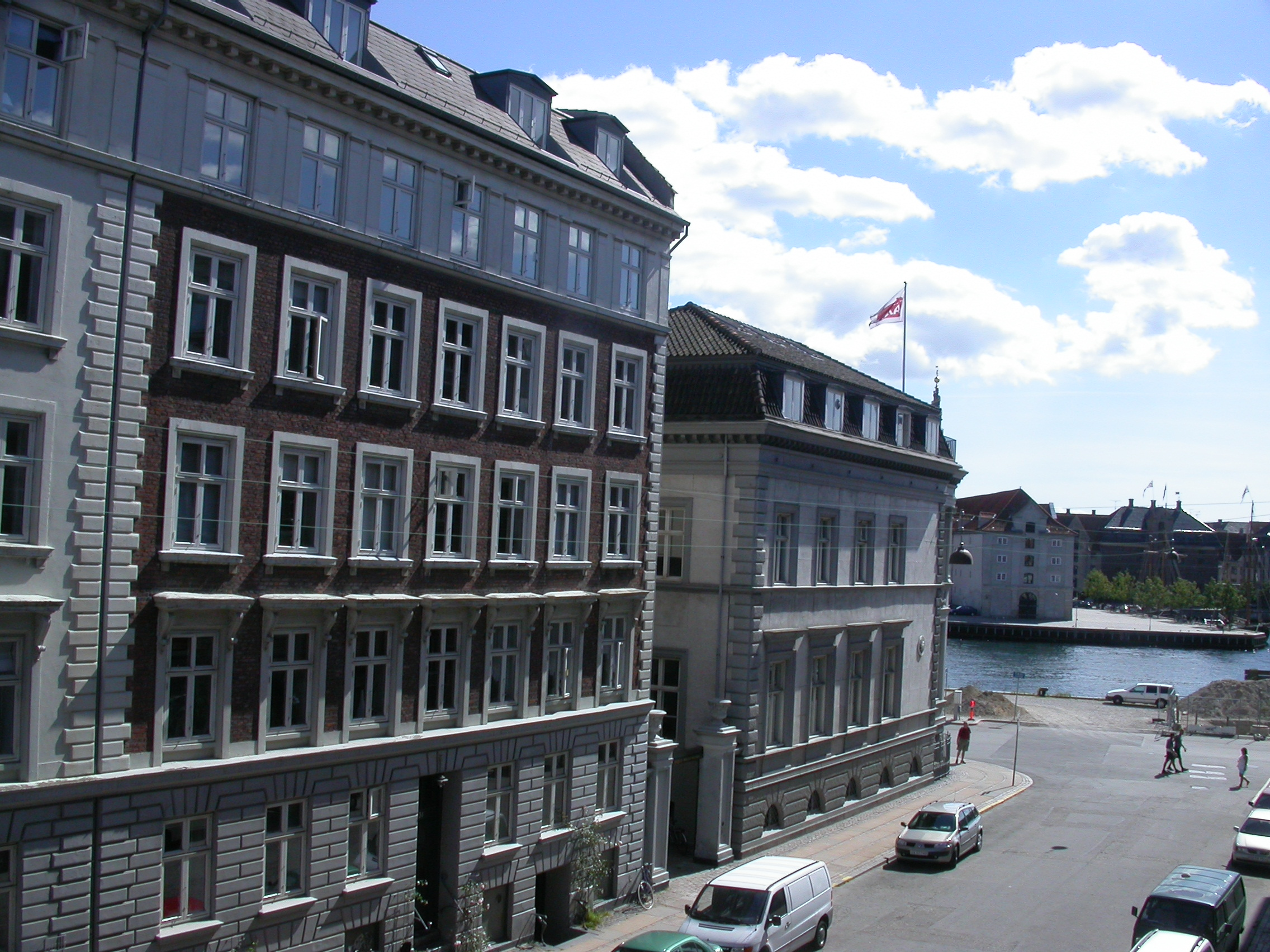
Tordenskjolds Gade

Gammelholm (dt. „Altes Inselchen“) ist ein Wohnviertel in der Innenstadt der dänischen Hauptstadt Kopenhagen. Es wird durch den Nyhavn Kanal, Kongens Nytorv, Holmens Kanal, Niels Juels Gade und die Ufergegend entlang der Havnegade begrenzt.
Über Jahrhunderte war das Gebiet der Sitz der Königlichen Marineschiffswerft, bekannt als Bremerholm, aber nach der Verlegung der Marineaktivitäten nach Nyholm kam es in den 1860er- und 1870er-Jahren zu einem Umbruch. Das neue Viertel wurde von Ferdinand Meldahl geplant und wurde auch als „Meldahls Neun Straßen“ bezeichnet. Das Gebiet zeichnet sich durch eine homogene historistische Architektur aus, die aus Blockreihen mit reich verzierten Fassaden besteht.